# نبرد ۲۰۲۲ خارکیف
نبرد خارکیف یک درگیری نظامی در داخل و اطراف شهر خارکیف در اوکراین و بخشی از یورش شرقی اوکراین از یورش روسیه به اوکراین در سال ۲۰۲۲ است. خارکیف، واقع در ۳۲ کیلومتر (۲۰ مایل) جنوب مرز روسیه و اوکراین و شهری بیشتر روس زبان و دومین شهر بزرگ اوکراین و از اهداف کانونی ارتش روسیه انگاشته می‌شود.

## نبرد

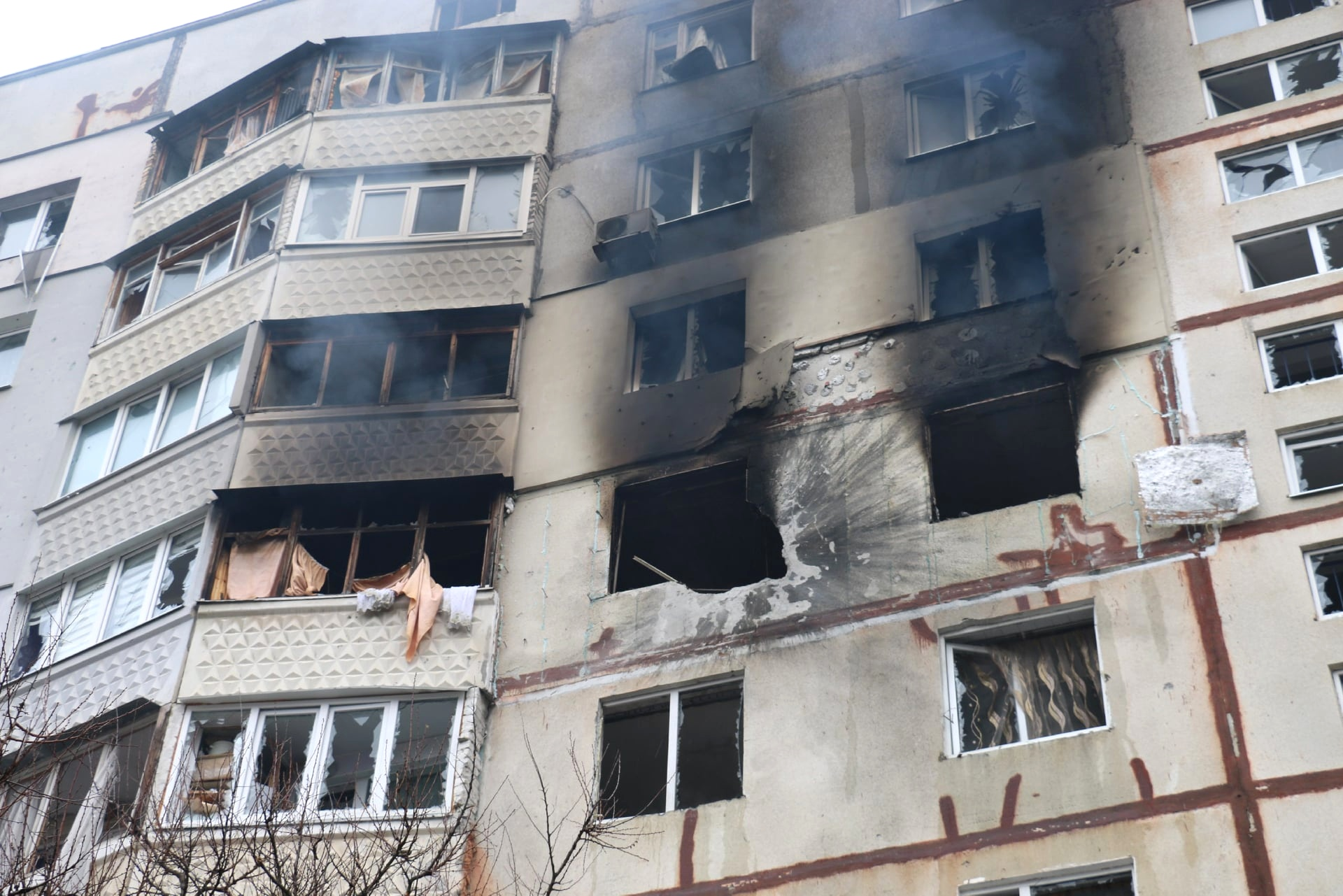
آتش سوزی در خارکف (سالتیوکای شمالی) پس از گلوله باران در 31 مارس 2022 در جریان تهاجم روسیه به اوکراین.

در ۲۴ فوریه، نیروهای روسی که در بلگورود گرد آمده بودند، از مرز عبور کردند و به سمت خارکیف پیشروی کردند که با مقاومت اوکراین روبرو شدند. روس‌ها نیز به سمت شهر گلوله‌های توپخانه ای شلیک کردند که در نتیجه یک پسر جوان کشته شد.
در ۲۵ فوریه، درگیری شدید در حومه شمالی شهر، در نزدیکی روستای سیرکانی، جایی که نیروهای اوکراینی در برابر روس‌ها مقاومت می‌کنند، درگرفت.
در ۲۶ فوریه، اوله سینیهوبوف، فرماندار استان خارکیف، ادعا کرد که کل شهر تحت کنترل اوکراین است. مقامات آمریکایی اعلام کردند که شدیدترین درگیری در کل درگیری در خارکیف رخ داده‌است.
در اوایل صبح روز ۲۷ فوریه، نیروهای روسیه یک خط لوله گاز در خارکیف را منهدم کردند. بعداً در صبح، نیروهای روسی وارد خارکیف شدند و سینیهوبوف اظهار داشت که درگیری شدید در شهر در حال وقوع است و مشاور وزارت امور داخلی آنتون هراشچنکو مدعی شد درگیری خیابانی در مرکز شهر در جریان است.
در همین حال، ایگور کوناشنکوف، سخنگوی وزارت دفاع روسیه اعلام کرد که نیروهای روسی تسلیم هنگ ۳۰۲ ضدهوایی اوکراینی را تضمین کرده و ۴۷۱ سرباز اوکراینی را اسیر کرده‌اند، ادعایی که منابع اوکراینی آن را رد کرده‌اند. در همین حال، مقامات اوکراینی مدعی شدند که نیروهای اوکراینی نیمی از خودروهای نظامی روسیه را که به خارکیف پیشروی کرده بودند، از جمله حداقل ۶ خودروی گاز تیگر-مس نابود کردند.
تا بعدازظهر ۲۷ فوریه، سینیهوبوف اظهار داشت که نیروهای اوکراینی کنترل کامل شهر را دوباره به دست گرفته‌اند. وی افزود که ده‌ها سرباز روسی تسلیم شده‌اند.
در صبح روز اول مارس، یک موشک روسی به میدان آزادی در مرکز خارکیف اصابت کرد و در مقابل ساختمان اداری استان خارکیف منفجر شد. کنسولگری اسلوونی در این انفجار ویران شد. یک سالن اپرا و یک سالن کنسرت نیز آسیب دید. هراچنکو اظهار داشت که حداقل ۱۰ غیرنظامی کشته و ۳۵ نفر زخمی شدند. فدراسیون بیاتلون اوکراین گزارش داد که یکی از سربازان اوکراینی کشته شده در خارکیف، یوگنی مالیشف، ورزشکار و بازیکن سابق تیم ملی اوکراین است.
بعداً در ۱ مارس، گزارش شد که یک دانشجوی ۲۱ ساله هندی که در دانشگاه ملی پزشکی خارکیف تحصیل می‌کرد در جریان گلوله‌باران روسیه کشته شد. دانش آموز اهل روستای چالاگری در کارناتاکا بود. به گفته هماهنگ‌کننده محلی دانشجویان هندی، او صبح در حالی که برای خرید مواد غذایی در صف ایستاده بود، در یک یورش هوایی کشته شد. مقامات هندی بعداً اعلام کردند که تمام اتباع هندی را به عنوان بخشی از یک عملیات گسترده‌تر از شهر تخلیه کرده‌اند.
در ۲ مارس چتربازان روسی در خارکیف فرود آمدند و پس از یورش هوایی به شهر، به بیمارستان نظامی اوکراین یورش بردند که منجر به درگیری شدید بین نیروهای روسیه و اوکراین شد. یک مقام محلی بعداً ادعا کرد که نیروهای اوکراینی همچنان بیمارستان را کنترل می‌کنند. مقر پلیس خارکیف، یک آکادمی نظامی و دانشگاه ملی خارکیف بر اثر گلوله‌باران روسیه در صبح آسیب دیدند.